# Antwerpse Gilde
De Antwerpse Gilde is de overkoepelende vereniging van regionale studentenclubs in Leuven voor mannelijke studenten uit de provincie Antwerpen. Het is een van de vijf provinciale gilden die ressorteren onder het Seniorenkonvent Leuven.
In het academiejaar 2025-26 zijn volgende clubs aangesloten bij de Antwerpse Gilde:
- Moeder Sinjoria
- Moeder Semini
- Moeder Dolfijnen
- Moeder Mastentop

## Geschiedenis
Adolf Pauwels, Emile Schiltz en Rafaël Verhulst stichtten de Antwerpse Gilde op 25 maart 1885 met de bedoeling de Leuvensen studenten uit de provincie Antwerpen te verenigen. 
Als kleuren werden gekozen: rood en wit met rood als hoofdkleur. Als gildeschild werd het provincieschild van Antwerpen genomen, met verwijzing naar de wapenschilden van de steden Antwerpen (linkerzijde - Markgraafschap Antwerpen), Mechelen (rechterzijde) en Turnhout (onderaan).
Een paar publicaties kenden slechts een kort leven: een tweewekelijks krantje onder de titel “Pas Op!” in 1908 en omstreeks 1980 een periodiek informatieblad “De Frut”.
Zoals al eens voorkomt bij studentenverenigingen, met snel op elkaar volgende generaties, kende de Antwerpse Gilde enkele moeilijke jaren, onder meer in het begin van de jaren dertig en zestig. 
Door de jaren heen zijn er vele clubs in de Antwerpse Gilde gegaan en gekomen en alleen de Geelse Club was van in de 19de eeuw tot in de 21ste een vaste waarde. Rupelgalm overleefde de jaren zeventig niet. Sinjoria verdween in de woelige jaren zestig, maar is sinds 1987 ononderbroken actief. In de jaren zestig doken er met Reuzegom en Semini voor het eerst ook collegeclubs op in het regionale clubleven en naderhand werden ook Lange Wapper en Omnia clubs met een vaag afgebakend wingebied. Swaene en Hewes bakenden dan weer hun regio veel te klein af en konden niet overleven. Vreemde eend in de bijt was ook Mechlinia dat in de jaren vijftig evolueerde naar een thuisclub, in de jaren zeventig verdween en herrees maar in de jaren tachtig verhuisde naar de Brabantse Gilde. 
In 2018 werd Moeder Reuzegom ontbonden na een fatale studentendoop waarbij een aspirant-lid overleed. 

## Beschrijving

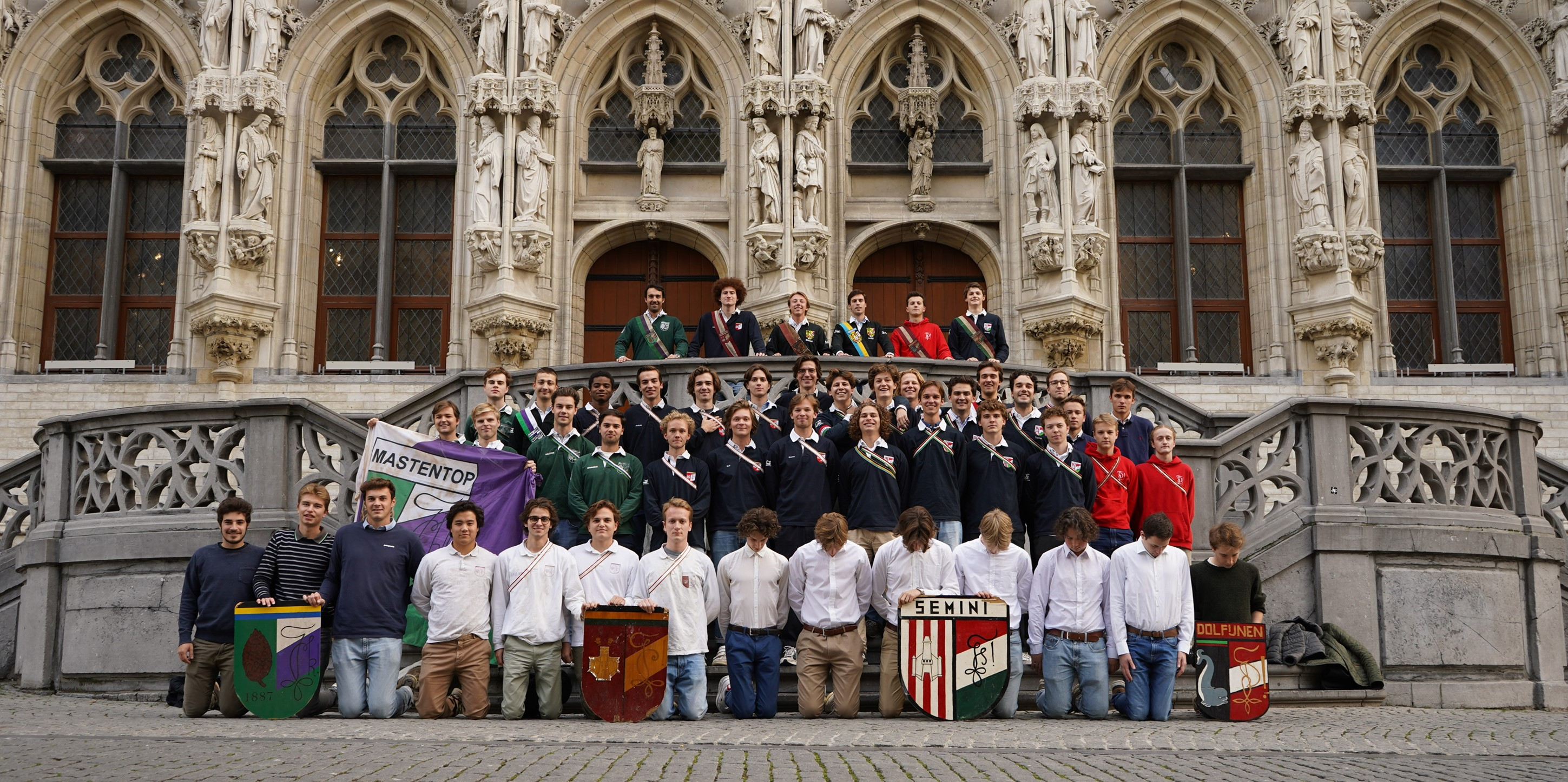
Antwerpse Gilde 2021-2022, met v.l.n.r. de wapenschilden van Mastentop, Sinjoria, Semini en Dolfijnen

In het academiejaar 2024-25 zijn er vier studentenclubs aangesloten bij de Antwerpse Gilde; Moeder Dolfijnen, Moeder Mastentop, Moeder Semini en Moeder Sinjoria De gilde komt op regelmatige basis samen tijdens het academiejaar en houdt activiteiten gaande van cantussen, sportactiviteiten tot andere studentikoze activiteiten.   
De Antwerpse Gilde is een van de vijf gilden die ressorteren onder het Seniorenkonvent Leuven. Het Seniorenkonvent bestaat uit zo'n 200 studenten waarvan het grootste deel verbonden is aan de Katholieke Universiteit Leuven.   

### Bestuur
De Antwerpse Gilde wordt bestuurd door een gildepresidium onder de leiding van een gildesenior. De senior wordt democratisch verkozen uit een van de aangesloten clubs.  De senior van de Antwerpse Gilde is in het academiejaar 2024-25 een commilito van Moeder Sinjoria. Verder bestaat het bestuur uit een vice-senior, scriptor, quaestor en schachtenmeester. Naast het presidium worden ook een zedenmeester, cantor, sportführer en tempoführer gekozen. Het bestuur van de aangesloten individuele clubs wordt op dezelfde manier vormgegeven.
| Functie         | Beschrijving |
| --------------- | --- |
| Senior          | Synoniem voor het meer gebruikelijke 'preses'. De senior is de voorzitter van de Antwerpse Gilde. De senior is verantwoordelijk voor het leiden van de gildevergaderingen en -cantussen, het vertegenwoordigen van de gilde naar buiten toe en het coördineren van verschillende activiteiten. Deze functie heeft een leidinggevende en organisatorische rol. De senior speelt een belangrijke rol in het bevorderen van een positieve en actieve sfeer binnen de studentenorganisatie. |
| Vice-senior     | De vice-senior, of vicevoorzitter, is de tweede-in-bevel na de senior in de Antwerpse Gilde. Deze functie heeft tot doel de senior te ondersteunen in zijn taken en verantwoordelijkheden. De vice-senior leidt de vergaderingen in afwezigheid van de senior en neemt ook de andere taken van de senior op wanneer deze zich in de onmogelijkheid bevindt om zijn functie uit te oefenen. Hij assisteert bij de coördinatie van activiteiten en evenementen. Doorgaans wordt deze functie vervuld door hij die op de tweede plek eindigde bij de verkiezing van de gildesenior. |
| Scriptor        | De scriptor is de secretaris van de Antwerpse Gilde. De scriptor heeft de verantwoordelijkheid voor het bijhouden van notulen tijdens vergaderingen, het beheren van de correspondentie en het archiveren van belangrijke documenten. Deze functie vereist nauwkeurigheid, organisatorische vaardigheden en een goed schriftelijk vermogen. De scriptor speelt een cruciale rol bij het documenteren van beslissingen, afspraken en gebeurtenissen binnen de gilde, waardoor er een duidelijk en toegankelijk archief ontstaat. Het doel is om de communicatie en de continuïteit van informatie binnen de Antwerpse Gilde te waarborgen. |
| Quaestor        | De functie van quaestor of penningmeester binnen de gilde heeft betrekking op financiële aangelegenheden. De quaestor is verantwoordelijk voor het beheer van de financiën van de organisatie. Deze taken omvatten onder andere het opstellen van begrotingen, het bijhouden van inkomsten en uitgaven, het beheren van de financiële administratie, en het rapporteren van de financiële status aan de leden tijdens vergaderingen. De quaestor speelt een belangrijke rol in het waarborgen van een gezonde financiële basis voor de gilde, en het zorgvuldig beheren van de financiën is van groot belang om ervoor te zorgen dat de vereniging haar activiteiten en evenementen kan financieren. Deze functie vereist nauwkeurigheid, transparantie en een goed begrip van financiële procedures. |
| Schachtentemmer | De schachtentemmer is belast met het begeleiden en introduceren van nieuwe leden, aangeduid als "schachten". De schachtenmeester is verantwoordelijk voor het organiseren van introductieactiviteiten, het verstrekken van informatie over de gilde en haar tradities, en het helpen van nieuwe leden bij hun integratie in de groep. In de praktijk is deze taak eigenlijk weggelegd voor de schachtentemmers van de individuele aangesloten studentenclubs. Deze functie vereist sociale vaardigheden, enthousiasme en een goed begrip van de cultuur en tradities van de gilde. Het doel is om nieuwe leden welkom te heten, hen te betrekken bij de activiteiten van de gilde, en hen te begeleiden tijdens hun eerste ervaringen als lid.                                                        |

### Toegankelijkheid
De clubs van de Antwerpse Gilde zijn enkel toegankelijk voor mannelijke studenten. Mannenclubs worden vaak aangeduid met prefix Moeder, en vrouwenclubs met prefix Vader. Om bij een club van de Antwerpse Gilde toegelaten te worden, moeten leden geïnitieerd worden in een studentendoop en ontgroening. Voor een kandidaat-lid gedoopt is, wordt deze feut genoemd. Daarna wordt het kandidaat-lid als schacht toegelaten. Pas na de ontgroening ben je officieel lid of commilito van een club.  

## Aangesloten clubs

### Moeder Mastentop
De Mastentop groepeert de studenten uit de Antwerpse Kempen. Haar clubkleuren zijn wit-paars-groen. Sinds de jaren dertig wordt het traditionele schild afgebeeld met bovenaan het stichtingsjaar 1887 en de afkorting "KG" van Kempische Gilde, daaronder links een bierpot met pijp ervoor en rechts de Vlaamse leeuw, daaronder links een heideplant, in het midden het meisjesminnend hart en rechts de clubkleuren en de zirkel en ten slotte helemaal onderaan “De Mastentop”. Naderhand zou het schild vereenvoudigd worden met links een afbeelding van een mastentop en rechts de clubkleuren en de zirkel. Van oudsher bevat die zirkel geen letter M maar wel de letter K van de Kempische Gilde. 
De Mastentop was een zeer oude vereniging van Kempische studenten uit de provincie Antwerpen, waarvan het oorspronkelijke stichtingsjaar niet meer te achterhalen is. Deze vereniging was in verval geraakt. Ze werd in 1887 (her-) opgericht door Adelfons Henderickx en Jan Meeus. Tegen het einde van de negentiende eeuw telde de vereniging een twintigtal leden. Tussen 1898 en 1923 is er nergens meer sprake van de Mastentop. Net in die periode, meer bepaald in 1904, wordt de “Kempische Gilde” opgericht. In de jaren twintig was de Mastentop de club voor studenten uit een groot gebied van de provincie Antwerpen : de Polders en de uitgebreide Kempen. De leden van Mastentop kwamen uit de colleges van Hoogstraten, Turnhout, Herentals en Lier en zelfs uit het Klein-Seminarie van Mechelen. In het midden van de jaren dertig gebruikt de club voor het eerst haar nieuwe symbool : de reusachtige eiken mastentop (Kempense naam voor pijnappel). In 1929 viert de Kempische Gilde haar (vijfde ?) lustrum terwijl de Mastentop zes (?) jaar eerder werd opgericht. Hieruit blijkt dat er heel de tijd maar één club geweest is die in de periode van 1898 tot 1923 een andere naam gedragen heeft. Daarna is er enkel nog sprake van de Mastentop. De benaming Kempische Gilde wordt af en toe nog als synoniem van de Mastentop gebruikt en verdwijnt na 1948 voor goed uit de archieven.
In 1976 verdween de Mastentop uit het Leuvense studentenleven. Ze werd heropgericht in 1984 en vierde haar eeuwfeest in 1987. Na een tweede inactieve periode die aanvang nam in 2001, is de Mastentop weer actief sinds 2013 en sinds 2015 weer aangesloten bij de Antwerpse Gilde.

### Moeder Dolfijnen
Moeder Dolfijnen groepeert de mannelijke studenten uit Lier te Leuven. Haar clubkleuren zijn rood-wit-rood met rood als hoofdkleur. 
In de jaren negentig van de negentiende eeuw was er al een Liersche Kring. Het is niet geweten wanneer deze kring verdwenen is en bijgevolg is het evenmin duidelijk of er enig verband is met de club Lyrana die in 1910 opgericht werd voor de studenten uit de omgeving van Lier. De kleuren van de nieuwe club waren rood-wit-rood met rood als hoofdkleur. De linkerhelft van het schild toonde een witte dolfijn op een donkerblauwe achtergrond terwijl de rechterhelft ingevuld werd met de clubkleuren en de zirkel in een minischild met een groen-rode faas. In 1928 werd de naam veranderd in Pallieter maar in 1939, nog voor het uitbreken van de Tweede Wereldoorlog, verdween Moeder Pallieter van het studententoneel en het duurde tot 1952 vooraleer de club heropgericht werd als de Dolfijnen. De club werd al in 1953 erkend door het SeniorenKonvent. De heropleving zou evenwel van kort duur zijn want in 1966 kwam er een einde aan de geschiedenis van de Lierse studentenclub. Naderhand was in Lier tussen 1975 en 1988 wel een thuisclub actief onder de naam Dolfijnen maar het valt te betwijfelen of deze thuisclub wortels heeft in het Leuvense studentenleven.
Sinds 2010 is Moeder Dolfijnen weer actief te Leuven. Vier jaar later werd ze opnieuw erkend door het Seniorenkonvent. 

### Moeder Sinjoria
Moeder Sinjoria groepeert de studenten uit Antwerpen en omstreken te Leuven. Haar clubkleuren zijn rood-dubbelwit-rood, naar voorbeeld van de Antwerpse stadsvlag.
In 1919 werd Sinjoria opgericht uit de ontevredenheid en het radicalisme van een aantal Vlaamsgezinde leden van de Antwerpse Studentenkring (het KASK). Fernand Collin en Constant Leurs hielden de nieuwe boreling boven de doopvont en op donderdag 22 januari 1920 werd de eerste vergadering gehouden. De Club groepeert de studenten uit de omstreken van Antwerpen. Naar aanleiding van een door het SeniorenKonvent gevraagde hervorming van de kleuren van de verschillende clubs, dragen de commilitones sinds 1932 lintjes met de kleuren rood-dubbelwit-rood en rood als hoofdkleur. De linkerhelft van het schild toont het Steen met daarboven twee handen (het stadswapen van Antwerpen) terwijl de rechterhelft ingevuld wordt met de clubkleuren en de zirkel. Gedurende bijna een halve eeuw was Sinjoria een florerende club met illustere vertegenwoordigers in de Antwerpse Gilde, het SeniorenKonvent en het Verbond. 
De jaren zestig werden ook voor Sinjoria een moeilijke periode en in 1969 werden er helemaal geen activiteiten meer georganiseerd. De onrechtstreekse oorzaak van de verdwijning was een auto-ongeval in de zomer van 1967 waarbij de nieuw verkozen preses en een commilito het leven lieten. Het bestuur werd herschikt maar het elan van de voorbije jaren werd nimmer teruggevonden. Het duurde dan tot 1987 vooraleer Johan Mees, geholpen door Karl Verlinden, nieuw leven in Sinjoria blies. De heroprichting werd door heel wat oudgedienden gesteund en passend gevierd met champagne ten huize van de stichter Fernand Collin. Na de start in ‘t Kraakske werd den Bel de nieuwe thuishaven voor menige roemruchte clubavond. Kort nadien werd ook opnieuw aangesloten bij de traditie der Galabals en dat in het Romi Goldmuntzcentrum. Sinds het begin van de 20ste eeuw is den Boule de pleisterplaats van Sinjoria geworden. Sinjoria werd in 2019 gehuldigd door het Antwerpse stadbestuur voor haar 100-jarig bestaan. 

### Moeder Semini
Moeder Semini groepeert net zoals Sinjoria studenten uit Antwerpen en omstreken. Haar clubkleuren zijn rood-wit-groen.
Semini werd opgericht in 1958 door Karel Staes, voorheen een commilito van Sinjoria. De club groepeerde aanvankelijk oud-leerlingen van het Antwerpse Sint-Jan Berchmanscollege maar evolueerde naderhand tot alle studenten van de stad Antwerpen. De linkerhelft van het schild toonde het wapenschild van de stad Antwerpen met en wit-rood gestreepte achtergrond terwijl de rechterhelft ingevuld werd met de clubkleuren en de zirkel. Sinds 1967 werd Semini officieel erkend door het SeniorenKonvent en jarenlang werd het tijdschrift Seminiks uitgegeven. Door een tegenvallend galabal en idem TD in 1996- 1997 kwam er te weinig geld binnen om de (over)consumptie van de club te dekken zodat de activiteiten op een lager pitje gezet werden. Misnoegd over een gebrek aan oud-ledenactiviteiten richtten de oud-commilitones op de Dies Natalisviering van dat jaar het Semini Fossielen Convent op (dat trouwens vandaag de dag nog steeds actief is). Tijdens het lustrum van 1998-1999 was Semini toch in staat om een stijlvolle lustrumweek in elkaar te zetten en de schulden bij de kroegbaas van de Ravage af te betalen. Semini kende een inactieve periode tussen 2000 en 2006. 

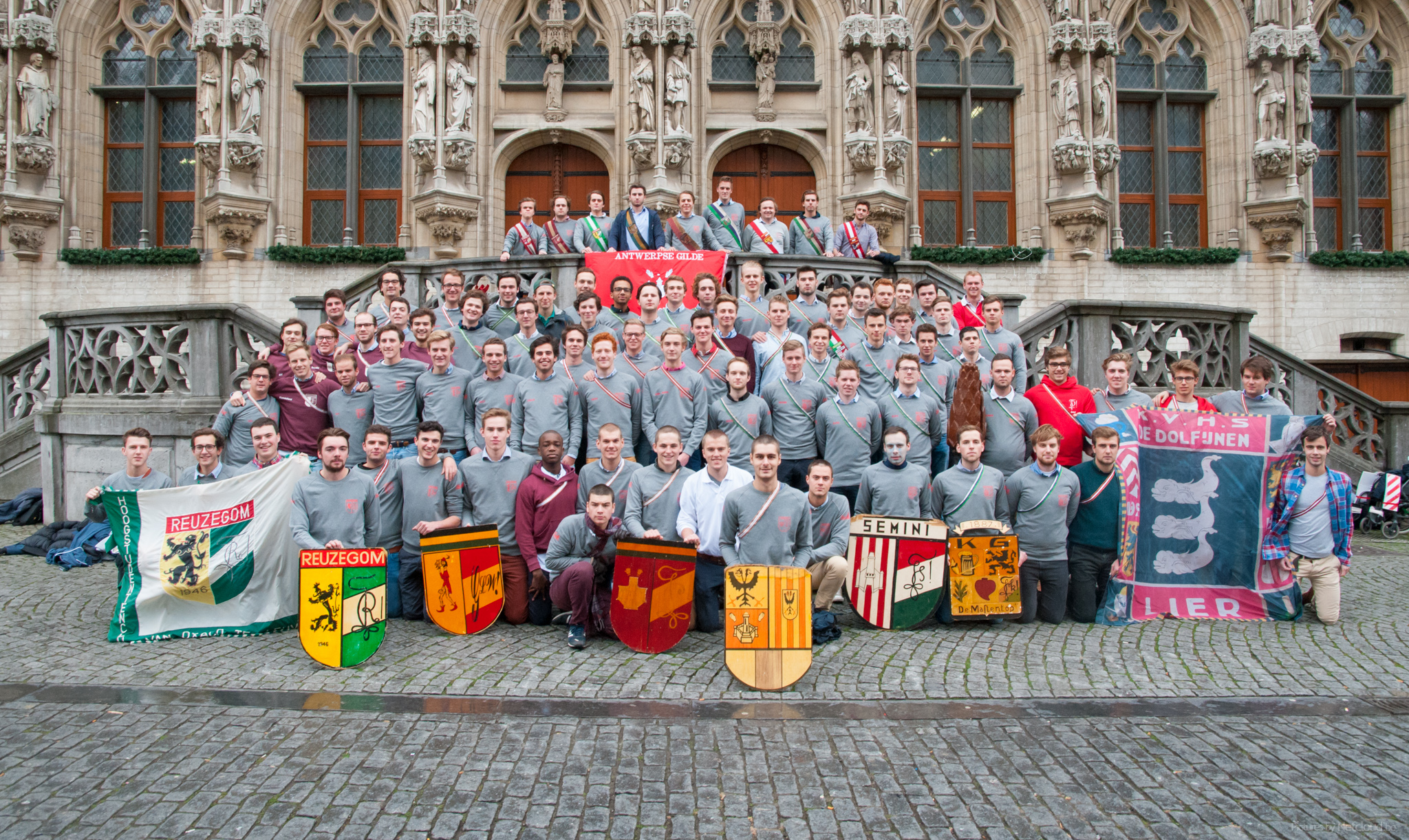
Antwerpse Gilde 2015 - 2016, met de wapenschilden v.l.n.r. van Reuzegom, Lange Wapper, Sinjoria, Antwerpse Gilde, Semini, Mastentop en Dolfijnen

## Inactieve clubs
Sinds de oprichting van de Antwerpse Gilde in 1885 zijn heel wat meer clubs aangesloten geweest. De meerderheid van die clubs is vandaag niet meer actief. Hieronder een overzicht van de inactieve clubs die ooit bij de Antwerpse Gilde aangesloten waren.
| Naam                                 | Oprichting | Oprichter(s)         | Inactief sinds                       | Regio                         | Opmerkingen |
| ------------------------------------ | ---------- | -------------------- | ------------------------------------ | ----------------------------- | --- |
| Lange Wapper                         | 1974       | Marc Van Rompaey     | 2020                                 | Antwerpen en Lier             | Hield op te bestaan nadat er te weinig schachten waren. |
| Moeder Reuzegom                      | 1946       | Hugo Schiltz         | 2018                                 | Antwerpen                     | Werd opgericht in 1946 als club voorbehouden aan oud-leerlingen van het Xaveriuscollege in Borgerhout. In 2018 werd de club ontbonden nadat een aspirant-lid als gevolg van zware mishandeling tijdens de ontgroening overleed.  |
| Moeder Geelse                        | 1898       | Karel Luyten         | 2016                                 | Geel                          | De enige club die vanaf de stichting tot de 21e eeuw heeft volgehouden. |
| Moeder Hewes                         | 1988       | Jacques Arnauts      | 2005                                 | Heist-op-den-Berg en Westerlo | Had een te klein wingebied en kon niet overleven. |
| Moeder Omnia                         | 1975       | Ward Van Rompay      | 1985                                 | Antwerpen                     | Werd in 1999 succesvol heropgericht als vrouwenclub onder de naam 'Vader Omnia'. |
| Moeder Swaene                        | 1979       | Guy Van Holsbeek     | 1983                                 | Heist-op-den-Berg             | Te klein wingebied. |
| Moeder Rupelgalm                     | 1889       | Robert Somers        | 1978                                 | Rupelstreek en Klein-Brabant  | In 1997 mislukte een poging om Rupelgalm weer herop te richten. |
| Moeder Turnhoutse                    | 1926       |                      | 1950                                 | Turnhout                      | |
| Koninklijke Antwerpse Studentenkring | 1881       | Florimond Heuvelmans | / (Niet meer aangesloten sinds 1919) | Antwerpen                     | Aangesloten bij Antwerpse Gilde tot 1919 als 'Antwerpse Studentenkring'. Werden geweerd door hun francofone cultuur. Heropgericht in 2019 als club in Antwerpen zonder enige band met de Antwerpse Gilde of het Seniorenkonvent. |
| Mannen van de Polders                | 189?       |                      | 1914                                 | Antwerpse Polders             | |
| Potclub                              | 1891       |                      | 1907                                 | Olen                          | |

Antwerpse Gilde: Moeder Semini · KVHC Sinjoria · Dolfijnen · Mastentop 
Brabantse Gilde: Bezem Brussel · KVHC Lovania · Ons Hageland · Payottenland
Limburgse Gilde: Hesbania ·  Hasseleta · Heidebloem · Klamme Hand · Maaslandia · Mijnlamp
Oost-Vlaamse Gilde:
KVHC Meetjesland · Moeder Oilsjterse · Zuid-Oost-Vlaamse Club · Waasse Club
West-Vlaamse Gilde: Moeder Brugse